# Neuf (album d'Alain Chamfort)
Pour les articles homonymes, voir Neuf.
Albums de Alain Chamfort
Trouble
(1990) Personne n'est parfait
(1997)
Singles
1. L'ennemi dans la glace
Sortie : septembre 1993
2. Mens
Sortie : juin 1994
3. Clara veut la lune
Sortie : octobre 1994

Neuf est le neuvième album studio d'Alain Chamfort publié le 19 octobre 1993 chez Sony.

## Liste de titres
| No  | Titre                                   | Durée |
| --- | --------------------------------------- | ----- |
| 1.  | L'ennemi dans la glace                  | 4:42  |
| 2.  | La mélodie du malheur                   | 4:34  |
| 3.  | L'homme qui te veut du bien             | 4:05  |
| 4.  | Les paroles dans le vide                | 4:01  |
| 5.  | Mens                                    | 4:08  |
| 6.  | Quand vas-tu te décider à me décevoir ? | 4:37  |
| 7.  | Bon anniversaire                        | 4:16  |
| 8.  | J'entends tout                          | 4:48  |
| 9.  | Clara veut la lune                      | 4:21  |
| 10. | Les violons n'étant plus ce qu'ils sont | 4:07  |
| 11. | Que ce soit clair                       | 4:12  |

| 12. | J'entends tout    |  |
| 13. | Chasseur d'ivoire |  |
| 14. | L'infidèle        |  |
| 15. | Sophie et Sapho   |  |
| 16. | Palais royal      |  |